# Ce chien ton serviteur
Ce chien ton serviteur est la version française, parue en 1931, du roman anglais de Rudyard Kipling Thy Servant a Dog publié l'année précédente.

## Résumé
Dans les années 1920, quelque part en Angleterre, Botte (Boots dans la version originale) est un terrier écossais ; il est le narrateur du roman.

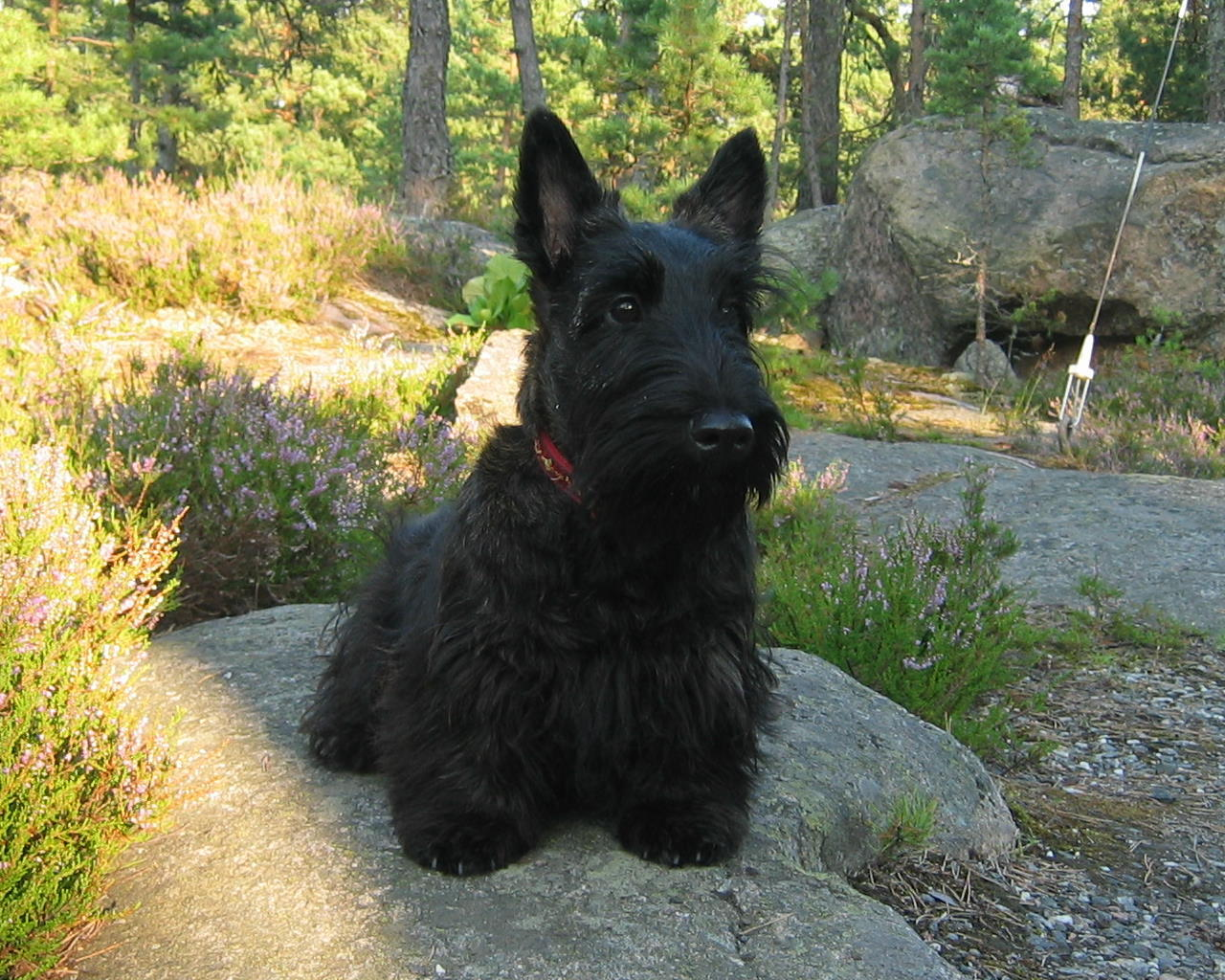
Un terrier écossais.

Dans la première partie du roman, intitulée Ce chien ton serviteur, lors d'une promenade dans un jardin public, le maître de Botte rencontre une jeune femme qui promène un autre terrier écossais, Savate (Slippers). Cette rencontre aboutit à un mariage et les deux chiens, encore jeunes, deviennent amis. Botte raconte les événements quotidiens de la vie de cette famille, la naissance d'un bébé, Digby, la rencontre de Ravageur (Ravager), un chien de chasse du domaine voisin, la guerre contre le chat de la cuisine, la découverte des animaux de la ferme.
Dans la deuxième partie, La grande chasse pour rire, Botte va avoir huit ans. Son jeune maître a grandi lui aussi, il a maintenant une gouvernante dont les rapports avec les chiens sont parfois difficiles. Botte fait la connaissance de Frange (Tags), un vieux renard blessé pour avoir eu une patte prise dans un piège ; Ravageur est percuté par une voiture et, s'il n'en meurt pas, il perd un œil et reste affaibli. Les terriers écossais, le chien de chasse borgne et le renard estropié se mettent d'accord pour organiser, à l'intention de Digby, un simulacre de chasse au renard.
La troisième partie du roman est intitulée Toby Chien, du nom d'un autre terrier écossais, appartenant à un montreur de marionnettes rencontré en ville. Toby Chien (Toby Dog) est recueilli dans la famille et explique aux autres chiens sa vie de saltimbanque et ses exploits de chasseur de rats. Le roman se termine avec la mort de Ravageur dont la santé s'est progressivement détériorée depuis son accident. Botte assiste, impuissant, à la mort de son ami et exprime son incompréhension face à ce phénomène étrange et inconnu pour lui.

## Personnages principaux

### Les chiens
- Botte
- Savate
- Ravageur
- Toby Chien

### Les êtres humains
- Le maître
- La maîtresse
- Digby, l'enfant du couple
- Monsieur Kent, régisseur du domaine voisin

## Commentaires
Le style et le vocabulaire adoptés pour l'écriture de ce roman se veulent refléter le mode de pensée du chien. Les phrases sont très courtes ; les repères temporels sont souvent peu précis (les « moments », le jour, la nuit, les lunaisons, les saisons). Les termes employés sont des références à l'univers canin : l'automobile est la « niche-qui-bouge », une valise une « niche-qui-ferme », la lune « l'Assiette Brillante ». Cette construction permet au lecteur de s'identifier plus facilement au héros du roman.

## Éditions
- Ce chien ton serviteur  (trad. Jacques Vallette, ill. Madeleine Charléty), Paris, Paul Hartmann, 1931, 137 p. (édition originale en français)
- Ce chien ton serviteur  (trad. de l'anglais par Jacques Vallette, ill. Madeleine Charléty), Paris, L'Herne, 1970 et 2015, 144 p. (ISBN 978-2-85197-741-0) (rééditions)
- Paroles de chien  (trad. Thierry Gillybœuf), Paris, Rivages, coll. « Rivages-Poche. Petite bibliothèque », 2010, 172 p. (ISBN 978-2-85197-741-0 et 2-85197-741-5)